# 판교생활유적군(백제~조선시대)
판교생활유적군(백제~조선시대)은 대한민국 경기도 성남시 분당구 판교동에 있다. 2012년 12월 21일 성남시의 향토문화재 제13호로 지정되었다.

## 개요
백제 집터와 부뚜막을 비롯하여 통일신라~조선시대의 각종 가마와 건물지 등이 판교공원 내로 이전, 복원한 것이다. 각종 가마들과 관련 출토유물은 성남 지역의 경제활동 및 생산기술에 관한 이해 단서를 제시하는 중요한 성남 생활사의 유적군이다.